# Johann Sigismund von Haunold

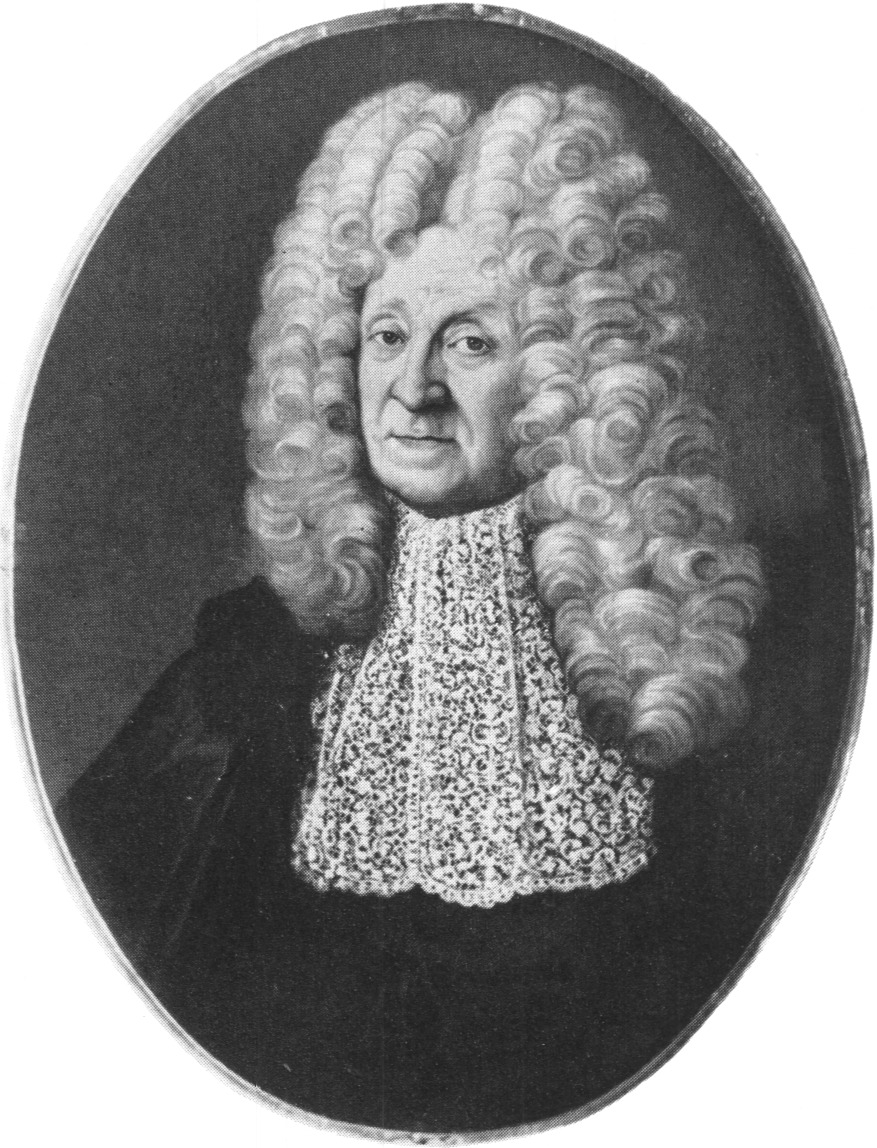
Johann Sigismund von Haunold

Johann Sigismund von Haunold Erbherr auf Romberg (* 28. März 1634; † 16. April 1711 in Breslau, Fürstentum Breslau) war ein Kaiserlicher Rat, Präses, Numismatiker und Philanthrop. 1704 gründete er eine Hausarmenpflege.

## Leben
Er stammte aus dem jüngeren adligen Patriziergeschlecht Haunold, das im 16. Jahrhundert aus Liegnitz nach Breslau zog. Johann Sigismund von Haunold war der älteste Sohn des Kaiserlichen Rats und Ratsherrn Hans Haunold und dessen zweiter Ehefrau Anna Pucher von der Puche. Nach einem Studium an der Universität Altdorf wurde er 1660, mit 26 Jahren, in Breslau Ratsschöffe. 1670 diente er als Konsul und 1691 als Senior und Präses. Haunold stieg zum Kaiserlichen Rat auf und war Direktor des zum Erbfürstentum Breslau gehörenden Burglehens Namslau. 1704 gründete er in Breslau eine Hausarmenpflege. 1710 feierte er sein 50-jähriges Dienstjubiläum, zu dessen Ehren eigene Münzen geprägt wurden. Den Wissenschaften und Künsten zugetan, stand er unter anderem im Kontakt mit dem Botaniker Silvio Boccone, dem schwedischen Orientalisten Gustav Peringer von Lindenblat, dem Grafen Franz Ehrenreich von Trauttmannsdorff und dem Abt Gerhard Wolter Molanus. Soweit er sie nicht schon zu Lebzeiten verkaufte, gelangten seine Sammlungen von Schriften, Korrespondenzen und Bücher an die Stadtbibliothek in Breslau. Seine Münzsammlung erbte das Elisabeth-Gymnasium.

## Familie
Johann Sigismund von Haunold heiratete Maria Elisabeth von Chanoffsky. Aus der Ehe ging eine Tochter hervor:
- Sigismunde Isabella von Haunold (1677–1682)